# Râul Uiloc
Râul Uiloc sau Râul Valea Mică este un afluent al râului Aita. 